# Andrée Lachapelle
Andrée Lachapelle (Montréal, Québec, 1931. november 13. – 2019. november 21.) kanadai színésznő.

## Filmjei
Mozifilmek
- La corde au cou  (1965)
- Le misanthrope (1966)
- YUL 871 (1966)
- Don't Let the Angels Fall (1969)
- Les beaux dimanches (1974)
- Kedves papa (Caro papà) (1979)
- À corps perdu (1988)
- Dans le ventre du dragon (1989)
- Montréali Jézus (Jésus de Montréal) (1989)
- Laura Laur (1989)
- Moody Beach (1990)
- Nelligan (1991)
- Léolo (1992)
- Cap Tourmente (1993)
- Un miroir sur la scène - Première partie: L'affirmation (1997)
- Du pic au coeur (2001)
- Echo (2001)
- La pension des étranges (2004)
- Daniel és a szuperkutyák (Daniel and the Superdogs) (2004)
- Littoral (2004)
- Le secret de ma mère (2006)
- La dernière fugue (2010)
- Route 132 (2010)
- La passion d'Augustine (2015)
- Il pleuvait des oiseaux (2019)

Tv-sorozatok
- Monsieur le ministre (1982, nyolc epizódban)
- Le temps d'une paix (1980–1985, 15 epizódban)
- La maison Deschênes (1987, 403 epizódban)
- Scoop (1992, nyolc epizódban)
- Scoop II (1993, 13 epizódban)
- Scoop III (1994, hat epizódban)
- Scoop IV (1995, 13 epizódban)